# (500245) 2012 JL43
(500245) 2012 JL43 es un asteroide perteneciente al cinturón de asteroides, descubierto el 2 de octubre de 2008 por el equipo del Mount Lemmon Survey desde el Observatorio del Monte Lemmon, Arizona, Estados Unidos.

## Designación y nombre
Designado provisionalmente como 2012 JL43.

## Características orbitales
2012 JL43 está situado a una distancia media del Sol de 2,721 ua, pudiendo alejarse hasta 3,474 ua y acercarse hasta 1,968 ua. Su excentricidad es 0,276 y la inclinación orbital 1,948 grados. Emplea 1639,97 días en completar una órbita alrededor del Sol.
Los próximos acercamientos a la órbita de Júpiter se producirán el 19 de noviembre de 2036, el 18 de enero de 2073 y el 10 de marzo de 2109, entre otros.

## Características físicas
La magnitud absoluta de 2012 JL43 es 17,4.